# Paul Morgan (acteur)
Pour les articles homonymes, voir Paul Morgan et Morgan.
Paul Morgan, nom de scène de Georg Paul Morgenstern (né le 1er octobre 1886 à Vienne, mort le 10 décembre 1938 à Buchenwald) est un acteur, humoriste et librettiste autrichien.

## Biographie
Georg Paul Morgenstern est le fils aîné de l'avocat Gustav Morgenstern et son épouse Clementine. Il prend des cours de théâtre puis va à l'académie de musique et des arts du spectacle de Vienne et fait ses débuts en août 1908 au Theater in der Josefstadt. Il joue ensuite dans des théâtres de l'Empire allemand et de l'Autriche-Hongrie. En 1910, il fait sa première silhouette au cinéma. En 1917, il épouse l'actrice Josephine Lederer.
En 1917, il obtient un engagement au théâtre Lessing. Dans les années 1920, il se fait un nom en tant que maître de cérémonie dans le théâtre de Rudolf Nelson et dans les revues de Herman Haller et Erik Charell. Il apparaît également au Café Größenwahn et au Die Rakete. Avec Kurt Robitschek et Max Hansen, il fonde le Kabarett der Komiker à Berlin fin 1924, dans lequel se produisent de grands comédiens et artistes de cabaret tels que Werner Finck, Wilhelm Bendow et Heinz Erhardt. Avec Max Hansen et Wilhelm Bendow, il enregistre également plusieurs disques à la fin des années 1920.
Entre 1919 et 1933, Paul Morgan joue dans plus de 50 films. À l'automne 1930, il est à Hollywood, où il participe à des versions allemandes de films américains. Après la prise du pouvoir par les nazis, il émigre en Autriche en passant par la Suisse en mai 1933. Sa carrière cinématographique est presque morte, il ne fait que quelques apparitions théâtrales à Vienne et en Tchécoslovaquie. Vers 1935-1936, il écrit le livret de la comédie musicale Axel an der Himmelstür de Ralph Benatzky.
Le 22 mars 1938, quelques jours après l'Anschluss, Morgan est arrêté, prétendument à cause d'une lettre de Gustav Stresemann (mort en 1929), et en mai 1938, il est déporté au camp de concentration de Dachau, d'où il est transféré au camp de concentration de Buchenwald en septembre. Il y meurt le 10 décembre 1938, officiellement d'une pneumonie.

## Filmographie
- 1915: Der Herr ohne Wohnung
- 1916 : Einen Jux will er sich machen
- 1917: Der Viererzug (de)
- 1917 : Wenn die Liebe auf den Hund kommt
- 1917 : Der Mann ohne Kopf
- 1918 : Das Nachtlager von Mischli-Mischloch (de)
- 1918 : Der Weg zum Reichtum
- 1918 : Lenas noble Bekanntschaft
- 1918 : Willibald wird Millionär
- 1918 : Aus dem Tagebuch eines Lausdirndls
- 1919 : Das Spiel von Liebe und Tod
- 1919 : Die Reise um die Erde in 80 Tagen
- 1919 : Wem gehört das Kind?
- 1919 : La Métisse
- 1919 : Prostitution
- 1919 : Les Araignées : Le Lac d'or
- 1919 : Cauchemars et hallucinations
- 1919 : Komtesse Dolly
- 1919 : La Poupée
- 1919 : Die Herrin der Welt, 4. Teil – König Macombe
- 1919 : Wolkenbau und Flimmerstern
- 1919 : Die blonde Loo
- 1920 : Die Herrin der Welt, 6. Teil - Die Frau mit den Millionarden
- 1920 : Les Araignées : Le Cargo d'esclaves
- 1920 : Die 999. Nacht
- 1920 : Ganz ohne Männer geht die Chose nicht
- 1920 : Das Götzenbild der Wahrheit
- 1920 : Kurfürstendamm
- 1920 : Anständige Frauen
- 1920 : Das Rätsel im Menschen
- 1920 : Die Kwannon von Okadera
- 1920 : Die Revolution in Krähwinkel
- 1920 : Die Insel der Gezeichneten
- 1920 : Die Beichte einer Toten
- 1920 : Der unheimliche Chinese
- 1921 : Opfer der Keuschheit
- 1921 : Cœurs en lutte
- 1921 : L'homme sans nom
- 1922 : Kauft Mariett-Aktien
- 1925 : Die Blumenfrau vom Potsdamer Platz
- 1925 : Hedda Gabler
- 1925 : Der Hahn im Korb
- 1925 : Liebe und Trompetenblasen
- 1925 : Elegantes Pack
- 1925 : Das Mädchen mit der Protektion
- 1925 : Der Bankkrach unter den Linden
- 1926 : La Souris rouge
- 1926 : Le Héros de la compagnie
- 1926 : Les Frères Schellenberg
- 1926 : Familie Schimeck - Wiener Herzen
- 1926 : Der dumme August des Zirkus Romanelli
- 1926 : Wehe wenn sie losgelassen
- 1926 : Trude, die Sechzehnjährige
- 1926 : Le Fauteuil 47
- 1926 : Harry Hill auf Welle 1000
- 1926 : Wir sind vom K. u. K. Infanterie-Regiment
- 1926 : Die drei Mannequins
- 1926 : Die dritte Eskadron
- 1926 : Wien – Berlin
- 1926 : La Divorcée
- 1926 : Die Welt will belogen sein
- 1926 : Schatz, mach’ Kasse
- 1926 : La Carrière d'une midinette
- 1926 : In der Heimat, da gibt’s ein Wiedersehn!
- 1927 : Die Piraten der Ostseebäder
- 1927 : Schwester Veronica
- 1927 : Venus im Frack
- 1927 : Einbruch
- 1927 : Der Himmel auf Erden
- 1927 : Ein schwerer Fall
- 1927 : Die Welt ohne Waffen
- 1927 : Die raffinierteste Frau Berlins
- 1927 : Steh' ich in finstrer Mitternacht
- 1927 : Familientag im Hause Prellstein
- 1927 : Eine kleine Freundin braucht jeder Mann
- 1927 : Der fröhliche Weinberg
- 1927 : Die glühende Gasse
- 1927 : Der Geheimtresor
- 1928 : Moral
- 1928 : Batalla de damas
- 1928 : Dyckerpotts Erben
- 1928 : Mikosch rückt ein
- 1928 : Casanova
- 1929 : Mademoiselle Else
- 1929 : Fräulein Fähnrich
- 1929 : Anny de Montparnasse
- 1929 : Mascottchen
- 1929 : Treppenwitze von Wilhelm Bendow und Paul Morgan
- 1929 : Wer wird denn weinen, wenn man auseinandergeht
- 1929 : Alte Kleider
- 1929 : Café Kalau
- 1930 : Zwei Herzen im Dreiviertel-Takt
- 1930 : Wien, du Stadt der Lieder
- 1930 : Das Kabinett des Dr. Larifari
- 1930 : Zweimal Hochzeit
- 1930 : Anny... music-hall (Die vom Rummelplatz) de Karel Lamač
- 1930 : Komm’ zu mir zum Rendezvous
- 1930 : Nur Du
- 1930 : Der letzte Schrei
- 1930 : Olympia
- 1931 : Schuberts Frühlingstraum
- 1931 : Königin einer Nacht
- 1931 : Wir schalten um auf Hollywood
- 1931 : Menschen hinter Gittern
- 1931 : Casanova wider Willen
- 1931 : Strohwitwer
- 1931 : Einer Frau muß man alles verzeih’n
- 1931 : Arm wie eine Kirchenmaus
- 1931 : Liebeskommando
- 1931 : Buster se marie
- 1931 : Ehe mit beschränkter Haftung
- 1932 : Holzapfel weiß alles
- 1932 : Der Frauendiplomat
- 1932 : C'est un amour qui passe
- 1932 : Zwei glückliche Tage
- 1933 : Welle 4711
- 1933 : Moi et l'Impératrice
- 1936 : Catherine